# I sette magnifici gladiatori
I sette magnifici gladiatori è un film del 1983 diretto da Bruno Mattei e Claudio Fragasso.
Pellicola riconducibile al genere peplum, prodotta dalla Cannon Films.

## Collegamenti ad altre pellicole
Molte sequenze saranno riprese e utilizzate da Luigi Cozzi nel suo film Le avventure dell'incredibile Ercole del 1985, sempre prodotto dalla Cannon Films.